# Psyche nebulella
Psyche nebulella är en fjärilsart som beskrevs av J. Peter Maassen 1890. Psyche nebulella ingår i släktet Psyche och familjen säckspinnare. Inga underarter finns listade.